# Daniel Sing
Daniel Sing (nascido sob o registro de Daniel Francis Sing no dia 30 de outubro de 1974 em Auckland, Nova Zelândia) é ator.
Formou-se em Direito na Universidade Hons em Auckland, sendo também um mestre no comércio. Faz parte da Bananadrama, um grupo de atores comediantes que se formou em 2007 e já ganhou muitos prêmios pela Nova Zelândia[carece de fontes?].

## Filmografia
- A Thousand Apologies (2008)
- Orange Roughies (2006)
- Desafiando os Limites (2005)
- Power Rangers: Ninja Storm (2003)
- Anjos e Demônios (2003)
- Shortland Street (1992)
- Street Legal (2000)
- O Pequeno Samurai (2000)
- Xena, a Princesa Guerreira (1997-1999)
- Fearless (1999)
- A Namorada do Soldado (1998)